# کمان ای*

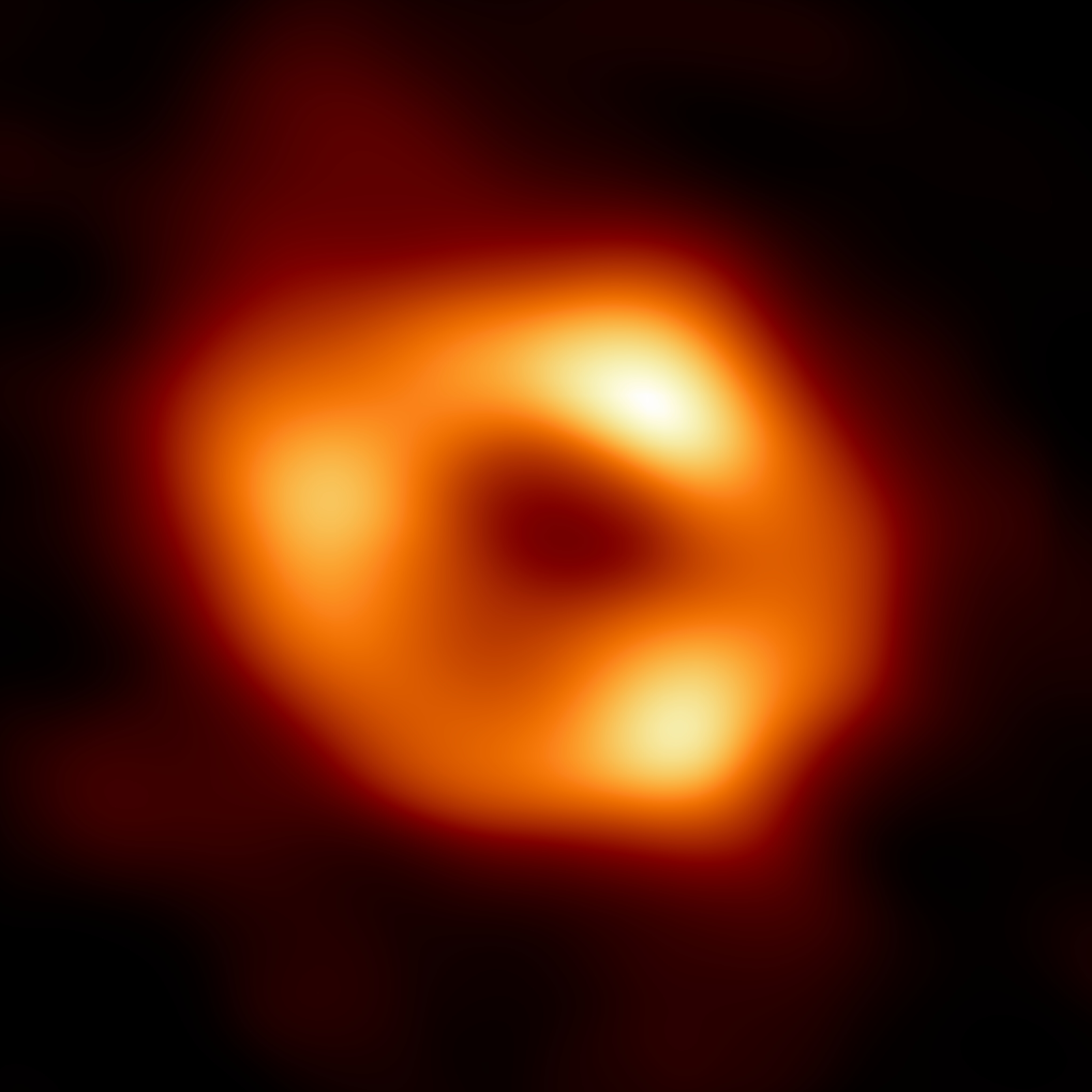
عکس واقعی سیاه‌چاله کمان ای* گرفته شده با تلسکوپ افق رویداد

کمان اِی* (Sagittarius A*, Sgr A*) یک منبع رادیویی نجومی درخشان و بسیار فشرده در مرکز کهکشان راه شیری است. تصور می‌رود که این جرم یک سیاه‌چاله کلان‌جرم باشد. از لحاظ ظاهری در مرز صورت فلکی کمان و عقرب قرار دارد.
کمان ای* (Sagittarius A*, Sgr A*)) در حدود ۵٫۶ درجه جنوب دایره البروج، و از نظر بصری نزدیک به خوشه ستاره‌ای پروانه (M6) و لاندا کژدم (شولای سابق) قرار دارد. کمان ای* محل یک سیاه‌چاله بسیار پرجرم است، مانند؛ اجرام پرجرم در مرکز بیشتر کهکشان‌های مارپیچی و بیضی‌شکل.
انتخاب نام (ساگیتاریوس *Sagittarius A) به این صورت ناشی از دلیل‌های تاریخی است: در سال ۱۹۵۴، جان دی کراوس به همراه «هسین-چینگ کو» و «شان مت» منابع رادیویی را؛ که با تلسکوپ رادیویی دانشگاه ایالتی اوهایو با فرکانس ۲۵۰ مگاهرتز شناسایی و فهرست کرده بودند، منابع آن فرکانس‌ها را بر اساس بخش‌هایی از صورت فلکی مرتب کردند و حرف اختصاص داده شده به آنها به دلخواه و (A) نشان دهندهٔ درخشان‌ترین منبع رادیویی در صورت فلکی بود. نشان ستاره (*) هم به دلیل «هیجان‌انگیز» بودن کشف آن در نظر گرفته می‌شده و در فیزیک اتمی، نامگذاری اتم‌های در حالت برانگیخته نیز با یک ستاره نشان داده می‌شود.
نتیجهٔ مشاهدات چندین ستارهٔ در حال گردش به دور کمان ای*؛ به ویژه ستاره اس۲، برای تعیین جرم و حد بالای شعاع این جسم مورد استفاده قرار گرفته‌است. بر اساس جرم و محدودیت شعاع دقیق فزاینده، اخترشناسان به این نتیجه رسیده‌اند که کمان ای* سیاه‌چالهٔ کلان‌جرم مرکزی کهکشان راه شیری است. مقدار فعلی جرم آن برابر ۴٫۱۵۴ میلیون (± ۰٫۰۱۴) جرم خورشیدی است.
راینهارد گنتزل و آندره‌آ ام. گز جایزه نوبل فیزیک ۲۰۲۰ را برای کشف این که کمان ای* یک جرم فشردهٔ بسیار پرجرم است و در حال حاضر «سیاه‌چاله» تنها توضیح قابل قبول شناخته شده برای آن است، دریافت کردند.
در ۱۲ مهٔ ۲۰۲۲، اخترشناسان با استفاده از تلسکوپ افق رویداد، تصویری از کمان ای* را منتشر کردند که با استفاده از داده‌های مشاهدات رادیویی در آوریل ۲۰۱۷، تهیه شده بود، که سیاه‌چاله بودن این شی را تأیید می‌کرد. این دومین تصویر تأیید شده از یک سیاه‌چاله، پس از سیاه‌چالهٔ کلان‌جرم مسیه ۸۷ در سال ۲۰۱۹ است.

## سیاه‌چالهٔ مرکزی

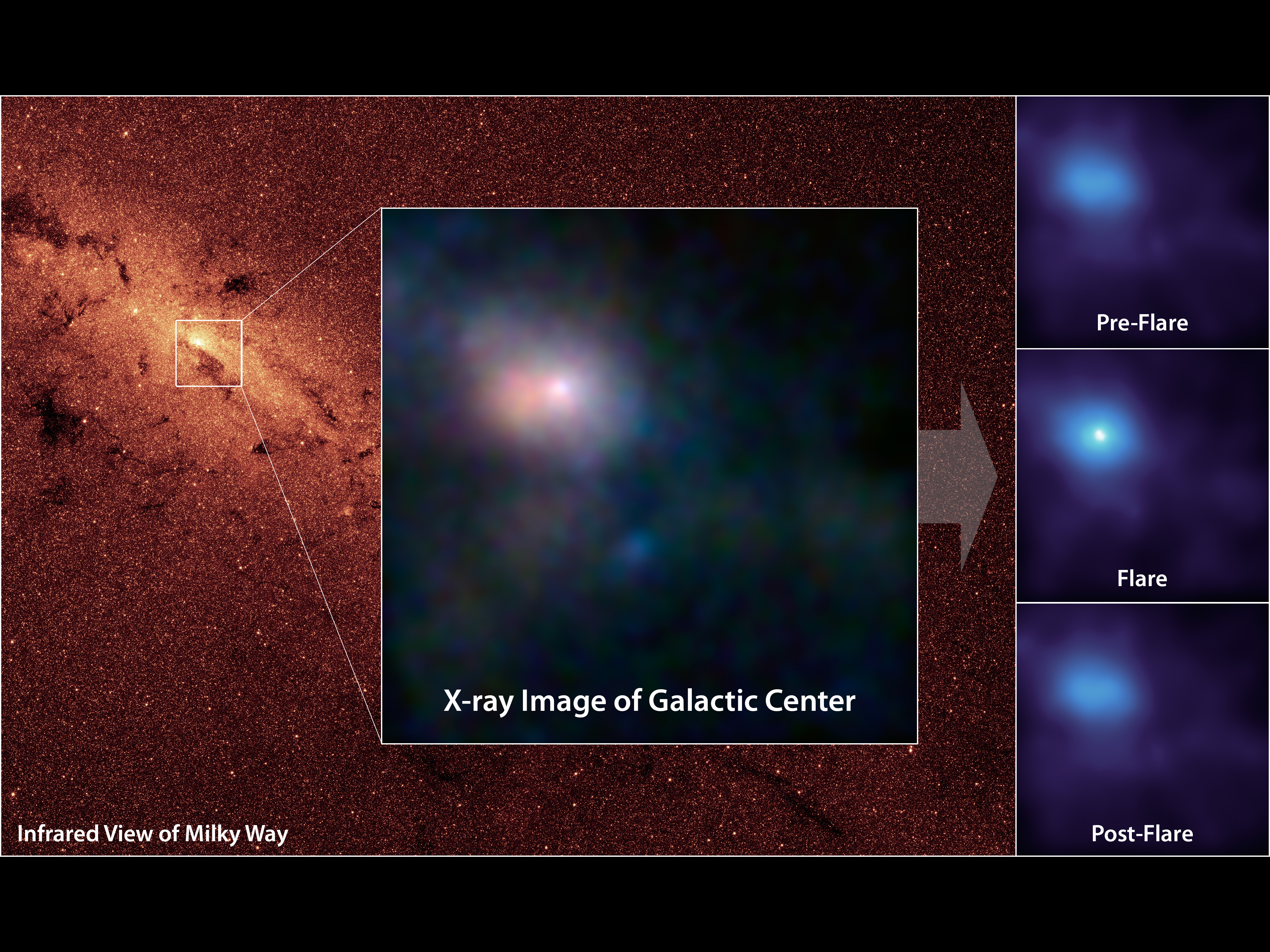
نیوستار نخستین نماهای متمرکز از سیاه‌چالهٔ کلان‌جرم مرکزی کهکشان راه شیری را در: پیش از وضوح (بالا)، واضح‌ترین (وسط) و پس از وضوح (پایین) با پرتوهای ایکس پرانرژی ثبت کرده‌است.

در مقاله‌ای که در ۳۱ اکتبر ۲۰۱۸ منتشر شد، کشف شواهد قطعی مبنی بر اینکه کمان ای* یک سیاه‌چاله است، اعلام شد. اخترشناسان با استفاده از تداخل سنج گرانش GRAVITY و چهار تلسکوپ تلسکوپ بسیار بزرگ (VLT) برای ایجاد یک تلسکوپ مجازی به قطر ۱۳۰ متر، توده‌هایی از گاز را شناسایی کردند که با حدود ۳۰ درصد سرعت نور حرکت می‌کردند.انتشار از الکترون‌های بسیار پرانرژی بسیار نزدیک به سیاه‌چاله به صورت سه شعله درخشان برجسته قابل مشاهده بود. این‌ها دقیقاً با پیش‌بینی‌های نظری مربوط به نقاط داغی که نزدیک به یک سیاه‌چاله با جرم چهار میلیون برابر جرم خورشیدی می‌چرخند مطابقت دارند. تصور می‌شود که شراره‌ها از فعل و انفعالات مغناطیسی در گاز بسیار داغی که در مداری بسیار نزدیک به کمان ای* می‌چرخد، سرچشمه می‌گیرند.

## سیاه‌چالهٔ نه چندان خفته

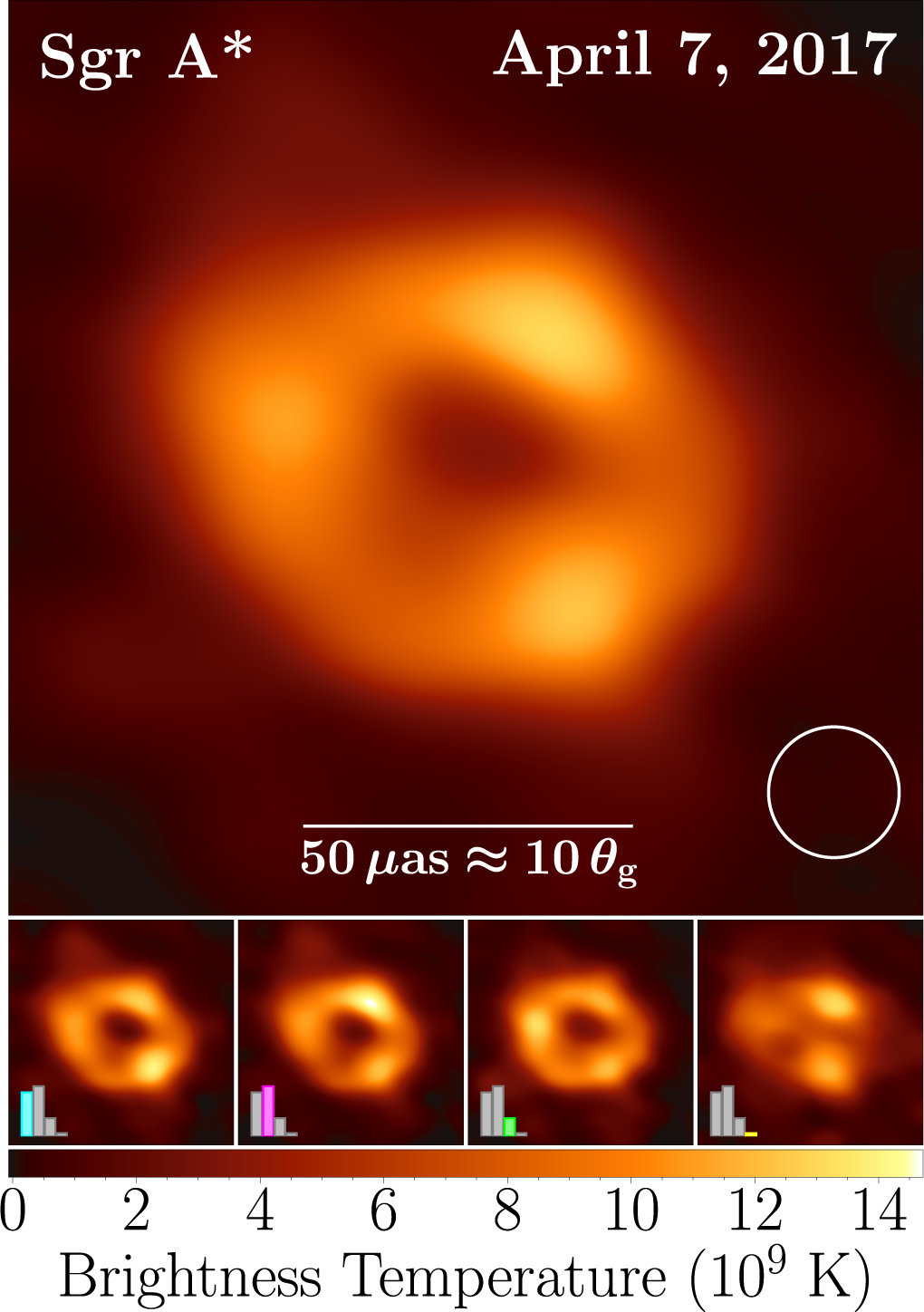
مرتبط ایت

اغلب سیاهچاله‌های کلان‌جرمی که در مرکز کهکشان‌ها وجود دارند، پس از بلعیدن تمامی مواد پیرامون خود خاموش می‌شوند
یک بررسی جدید نشان می‌دهد سیاهچاله کلان‌جرم در مرکز کهکشان راه شیری آن‌گونه که پیش از این تصور می‌شد، سیاهچاله‌ای غیرفعال و خفته نیست.
بر اساس این پژوهش که روز چهارشنبه در مجله نیچر منتشر شد، این هیولای خفته حدود ۲۰۰ سال پیش از خواب بیدار شده، تعدادی از اجرام کیهانی مجاور خود را بلعیده و دوباره به خواب رفته است.
خبرگزاری فرانسه در گزارشی که در همین زمینه منتشر کرد، از قول پژوهشگران نوشت که کاوشگر تصویربرداری قطبش‌سنجی پرتو اکس ناسا یا به طور خلاصه آی‌اکس‌پی‌ئی (IXPE)، پژواکی از این طغیان دوباره و تجدید فعالیت سیاهچاله را شناسایی کرده است.
سیاهچاله کلان‌جرم کمان اِی* که به اختصار Sgr A* نامیده می‌شود، چهار میلیون برابر خورشید جرم دارد و در فاصله ۲۷ هزار سال نوری از زمین، در مرکز کهکشان مارپیچی راه شیری، واقع شده است.
سال گذشته ستاره‌شناسان اولین تصویر از این سیاهچاله یا به بیان دقیق‌تر حلقه درخشان گاز پیرامون آن را ثبت کردند.
فردریک مارین، پژوهشگر رصدخانه نجومی استراسبورگ فرانسه و نویسنده اصلی این مقاله، می‌گوید سیاهچاله کلان‌جرم کمان اِی* همواره به عنوان سیاهچاله‌ای خفته دیده می‌شد.
اغلب سیاهچاله‌های کلان‌جرمی که در مرکز کهکشان‌ها وجود دارند، پس از بلعیدن تمامی مواد پیرامون خود خاموش می‌شوند.
مارین به خبرگزاری فرانسه گفت: برای درک بهتر موضوع، خرسی قطبی را تصور کنید که پس از بلعیدن همه‌چیز در اطراف خود به خواب زمستانی می‌رود.
اما یک تیم بین‌المللی از پژوهشگران کشف کردند که سیاهچاله کلان‌جرم کمان اِی* در حدود پایان قرن نوزدهم، از خواب بیدار شده و هر گاز و غباری را که در دسترس بوده، بلعیده است. این اشتهای جنون‌آمیز حدود چند ماه تا یک‌سال طول کشیده و پس از آن، سیاهچاله بار دیگر به خواب فرو رفته و غیرفعال شده است.

## ستارگان مداری

مدارهای بررسی شدهٔ ۶ ستاره به دور سیاه‌چاله کلان پرجرم کمان ای* در مرکز کهکشان راه شیری

ستارگان مداری پیرامون کمان ای* آنگونه که در سال ۲۰۱۸ مشاهده شدند.

ستارگان مداری پیرامون کمان ای* برابر مشاهدات ثبت‌شده در سال ۲۰۲۱.

ستارگانی به دور کمان اِی* در مدار نزدیک به آن وجود دارند که در جمع به عنوان "ستاره‌های S" شناخته می‌شوند. این ستارگان عمدتاً در طول موج‌های باند K فروسرخ مشاهده می‌شوند، زیرا غبار کیهانی به‌شدت دید را در طول‌موج‌های مرئی محدود می‌سازد. وضعیت این میدان به سرعت در حال تغییر است - در سال ۲۰۱۱، مدارهای برجسته‌ترین ستارگانی که در آن زمان شناخته شده بودند در نمودار ترسیم شده، که مقایسه‌ای بین مدار آنها و مدارهای مختلف در منظومه شمسی را نشان می‌دهد.
مقایسه نشان می‌دهد که از آن زمان ستارهٔ اس۲ بیشتر از دیگر ستارگان مداری به سیاه‌چاله نزدیک شده‌است.
داشتن سرعت‌های بالا و نزدیک شدن به سیاه‌چاله‌های عظیم باعث می‌شود که این ستارگان برای ایجاد محدودیت‌هایی در ابعاد فیزیکی کمان A* و همچنین مشاهدهٔ اثرات مرتبط با نسبیت عام مانند تغییر دور چشمی مدارشان مفید باشند. یک نظارت پی‌گیر برای احتمال نزدیک شدن ستارگان به افق رویداد؛ به اندازه‌ای نزدیک که درهم گسیخته شود، انجام می‌شود، اما انتظار نمی‌رود هیچ‌یک از این ستاره‌ها به این سرنوشت دچار شوند: توزیع آماری مشاهده شدهٔ صفحات مدارهای ستارگان S، اسپین کمان A* را به کمتر از ۱۰ درصد حداکثر مقدار نظری آن محدود می‌کند.
تا سال ۲۰۲۰، ستارهٔ «اس۴۷۱۴» رکورددار نزدیکترین نزدیکی به کمان A* بوده‌است، در حدود ۱۲٫۶ واحد نجومی (۱٫۸۸ میلیارد کیلومتر)، تقریباً به اندازهٔ نزدیکی زحل به خورشید، که با حدود ۸ درصد سرعت نور حرکت می‌کند. این ارقام ارائه شده تقریبی هستند، عدم قطعیت‌های رسمی ۹٫۳±۱۲٫۶ واحد نجومی و ۲۳۹۲۸±۸۸۴۰ کیلومتر بر ثانیه است. دوره مداری آن ۱۲ سال است، اما خروج از مرکز فوق‌العاده ۰٫۹۸۵ به آن نزدیک شدن نزدیک و سرعت بالا می‌دهد.